# مغامرات جامبا
مغامرات جامبا (باليابانية: ガンバの冒険) مسلسل أنيمي ياباني من إخراج اوسامو ديزاكي، عرض أول مرة في اليابان على شبكة تلفزيون نيبون عام 1975. المسلسل من إنتاج شركة طوكيو موفي شينشا. عام 1991 أصدرت الشركة فيلما مقتبسا عن المسلسل بعنوان: «مغامرات جامبا وكلب البحر». في عام 2015 صدر فيلم ثلاثي الأبعاد بعنوان: «جامبا وأصدقاؤه». في عام 2006 أصدرت شبكة أساشي اليابانية قائمة بأفضل 100 مسلسل كرتوني ياباني واحتل مسلسل «مغامرات جامبا» المركز 22 باختيار مجموعة من المشاهير اليابانيين، متقدما على مسلسلات معروفة مثل ون بيس وناروتو وبوكيمون.

## ملخص القصة
بطل المسلسل جامبا، فأر صغير يخطط لرحلة بحرية مع صديق طفولته بوبو. في الميناء ينضمون إلى مجموعة من الفئران البحارة. وهناك يصادفان الفأرة شوتا الجريحة وتطلب منهما مساعدتها في تحرير الجزيرة المنحوسة من ابن عرس وعصابته.

## الشخصيات
- جامبا (باليابانية: ガンバ)

مؤدي الصوت الياباني: ماساكو نوزاوا، يوكي كاجي (فيلم 2015)
- بوبو (باليابانية: ボーボ)

مؤدي الصوت الياباني: رانكو ميزوكي، ياسهيرو تاكاتو (فيلم 2015)
- مانبوكو (باليابانية: マンプク)

مؤدي الصوت الياباني: واتارو تاكاغي (فيلم 2015)
- يوشو (باليابانية: ヨイショ)

مؤدي الصوت الياباني: كينجي أوتسومي، أكيو أوتسكا (فيلم 2015)
- غاكوشا (باليابانية: ガクシャ)

مؤدي الصوت الياباني: كيه تومياما، شويتشي إيكيدا (فيلم 2015)
- شيجين (باليابانية: シジン)

مؤدي الصوت الياباني: اكيرا شيمادا
- ايكاساما (باليابانية: イカサマ)

مؤدي الصوت الياباني: جونكو هوري، كيجي فوجيوارا (فيلم 2015)
- شوتا (باليابانية: 忠太)

مؤدي الصوت الياباني: هيروكو كيكوشي، أكيكو ياجيما (فيلم 2015)
- نوروي (باليابانية: ノロイ)

مؤدي الصوت الياباني: تشيكاو أوتسكا، نومورا مانساي (فيلم 2015)

## الدبلجة العربية
تمت دبلجة المسلسل في الأردن في فترة الثمانينات بمشاركة مجموعة من الممثلين الأردنيين. قام بإنتاج العمل شركة «الشرق الأدنى للإنتاج الفني» في عمان. أشرف على العمل المخرج نبيل نجم. وقام بالأداء الصوتي كل من:
- سهير فهد
- عاكف نجم
- هالة عودة
- نادرة عمران
- محتسب عارف
- عبد الكامل خلايلة
- منيرة زريقي
- رسل الناصر
- حسن درويش
- وليد البرماوي
- نصر عناني
- قمر الصفدي
- ماهر خماش